# خوسيه خواكين دي فيانا
خوسيه خواكين دي فيانا هو عسكري وسياسي إسباني، ولد في 20 مارس 1718 في لاغران في إسبانيا، وتوفي في 1773 في بوينس آيرس في الأرجنتين.